# Krzyszkowice (Petite-Pologne)
Pour les articles homonymes, voir Krzyszkowice.
Krzyszkowice est un village polonais de la gmina de Myślenice dans le powiat de Myślenice et dans la voïvodie de Petite-Pologne. Il se situe à environ 6 km au nord de Myślenice et à 20 km au sud de la capitale régionale Cracovie.